# I Congresso panrusso dei Soviet
Il I Congresso panrusso dei Soviet dei deputati dei lavoratori e dei soldati si tenne a Pietrogrado, in Russia, dal 16 giugno al 7 luglio 1917, e fu organizzato dalla Conferenza Nazionale dei soviet. I partiti governativi, come il Partito Socialista Rivoluzionario, ottennero la maggioranza.
Furono eletti 1090 delegati, 822 dei quali con diritto di voto, che rappresentavano 305 soviet dei lavoratori, dei soldati e dei contadini, 53 soviet regionali, provinciali e distrettuali, l'intera ventunesima divisione dell'esercito al fronte, cinque divisioni della marina ed otto della retroguardia. Il Congresso era così composto: 285 socialrivoluzionari, 248 menscevichi, 105 bolscevichi, 32 menscevichi internazionalisti, e 420 deputati provenienti da altri partiti. Tutti i soviet con più di 10000 membri elessero un deputato, ma solo i deputati eletti nei soviet con più di 25000 membri ebbero diritto di voto.
La maggior parte delle sedute si tenne nel primo edificio dei Corpi Cadetti, ma alcune si tennero nel Palazzo di Tauride. Nikolaj Semёnovič Čcheidze presiedette il Congresso. Gli obiettivi principali erano: definire il ruolo governativo rivoluzionario e democratico, decidere quale posizione assumere riguardo alla guerra, preparare le elezioni dell'Assemblea Costituente, ed una revisione dei problemi nazionali, della terra, del cibo e dell'autogoverno locale.
In memoria del Congresso, nel 1918 la Linea Kadetskaya fu rinominata Linea Syezdovskaya, ossia Linea del Congresso.

## Risultati delle elezioni[3]
| Liste  | Liste                                                | Voti | %     | Seggi |
| ------ | ---------------------------------------------------- | ---- | ----- | ----- |
|        | Partito Socialista Rivoluzionario                    |      | 26,15 | 285   |
|        | Partito Operaio Socialdemocratico Russo (menscevico) |      | 22,75 | 248   |
|        | Partito Operaio Socialdemocratico Russo (bolscevico) |      | 9,63  | 105   |
|        | Internazionalisti                                    |      | 2,94  | 32    |
|        | Socialdemocratici Uniti                              |      | 0,92  | 10    |
|        | Bund                                                 |      | 0,92  | 10    |
|        | Partito Laburista di Russia                          |      | 0,46  | 5     |
|        | Edinstvo (seguaci di Georgij Valentinovič Plechanov) |      | 0,28  | 3     |
|        | Socialisti Nazionali                                 |      | 0,28  | 3     |
|        | Anarco-comunisti                                     |      | 0,09  | 1     |
|        | Socialisti non iscritti ad alcun partito             |      | 6,70  | 73    |
|        | Indipendenti                                         |      | 28,90 | 315   |
| Totale | Totale                                               |      | 100   | 1090  |

## Svolgimento del Congresso
La maggior parte delle sedute si tenne nel primo edificio dei Corpi Cadetti, ma alcune si tennero nel Palazzo di Tauride.
Nikolaj Semёnovič Čcheidze presiedette il Congresso. Gli obiettivi principali erano: definire il ruolo governativo rivoluzionario e democratico, decidere quale posizione assumere riguardo alla guerra, preparare le elezioni dell'Assemblea Costituente, ed una revisione dei problemi nazionali, della terra, del cibo e dell'autogoverno locale.
Il 4 giugno (17 giugno secondo il calendario gregoriano), nel suo rapporto riguardo al governo provvisorio, il menscevico Michail Isaakovič Liber, esponente del Bund, chiese il supporto da parte di tutti i rappresentanti dei partiti socialisti alla coalizione di governo provvisorio nata a maggio. Durante il discorso pronunciato dal menscevico I. G. Tsereteli, che sottolineò che non c'era nessun partito politico in Russia pronto a prendere interamente il potere, Lenin gridò: "C'è". In seguito, Lenin spiegò la posizione dei bolscevichi riguardo al passaggio del potere ai soviet e dichiarò che il Partito Operaio Socialdemocratico Russo (bolscevico) era pronto a prendere il potere immediatamente. In seguito alla discussione, il Congresso declinò gli appelli lanciati dai bolscevichi e dai socialdemocratici internazionalisti, ed accettò una soluzione politica, incoraggiando "l'intera democrazia rivoluzionaria di Russia a raccogliersi maggiormente intorno ai soviet e a supportare energicamente il governo provvisorio".
Nel suo rapporto riguardo alla posizione da assumere circa la guerra, il menscevico Fëdor Dan criticò lo stato di disorganizzazione dell'esercito. Aleksandr Fëdorovič Kerenskij, membro del Partito Socialista Rivoluzionario, insieme con Iraklij Tsereteli e Georgij Valentinovič Plechanov, insistette sulla necessità di continuare la guerra, mentre Lenin, Trotsky ed altri membri della sinistra comunista chiesero la fine della "guerra imperialista" ed una tregua. La maggioranza dei deputati era a favore della firma di "un trattato di pace democratico senza annessioni e pagamenti", ma il significato di queste parole variava da persona a persona. Perciò, il congresso accettò la risoluzione da parte dei socialrivoluzionari e dei menscevichi di approvare la politica estera del governo provvisorio e le misure sul rafforzamento della "forza di combattimento dell'esercito".
Cercando di esercitare influenza e pressione sul Congresso, il Comitato Centrale ed il Comitato di Pietrogrado del Partito Operaio Socialdemocratico Russo (bolscevico) avevano fissato manifestazione a Pietrogrado il 10 giugno (23 giugno secondo il calendario gregoriano), ma il giorno prima il Congresso proibì qualunque manifestazione nei tre giorni seguenti e fece un discorso anti-bolscevico agli operai ed ai soldati. I bolscevichi dovettero abbandonare la dimostrazione. Il Congresso annunciò poi una dimostrazione per il 18 giugno (1º luglio secondo il calendario gregoriano), che avvenne con gli slogan dei bolscevichi.
Il Congresso si proclamò favorevole ad un'offensiva sul fronte iniziata il 19 giugno. Tutte le risoluzioni dei socialrivoluzionari e dei menscevichi riguardanti la preparazione dell'Assemblea Costituente ed i problemi nazionali, economici e di altro genere furono approvate. Il Congresso elesse il Comitato Esecutivo Centrale Panrusso dei soviet, formato da 320 persone, tra i quali 242 menscevichi e socialrivoluzionari e 58 bolscevichi. Nikolaj Semёnovič Čcheidze fu eletto Presidente del Presidium. Durante il Congresso divennero evidenti le divergenze tra i bolscevichi, la sinistra comunista e la maggior parte dei partiti socialisti.

## Composizione del Comitato Esecutivo Centrale panrusso
- Partito Operaio Socialdemocratico Russo (menscevico) e Partito Socialista Rivoluzionario: 242 (75,63%)
- Partito Operaio Socialdemocratico Russo (bolscevico): 58 (18,13%)
- Indipendenti: 20 (6,24%)